# بزناس (فلم)
بَزْنَاس شريط سينمائي تونسي من إخراج نوري بوزيد عام 1992.

## التقديم الفني
- إخراج: نوري بوزيد
- سيناريو: نوري بوزيد
- موسيقى: أنور براهم
- ملف: ألان لوفان
- توليف: كاهنة عطية
- صوت: الهاشمي جولاق
- عيار: 35 مم ألوان

## الممثلون
- مصطفى العدواني
- مانفراد أندراي
- عبد اللطيف كشيش
- غالية لاكروا
- جاك بونو

## وصلات خارجية
- مقالات تستعمل روابط فنية بلا صلة مع ويكي بيانات

1. ↑  "معلومات عن بزناس (فيلم) على موقع kinopoisk.ru". kinopoisk.ru. مؤرشف من الأصل في 2017-06-26.
2. ↑  "معلومات عن بزناس (فيلم) على موقع moviemeter.nl". moviemeter.nl. مؤرشف من الأصل في 2011-08-16.
3. ↑  "معلومات عن بزناس (فيلم) على موقع port.hu". port.hu. مؤرشف من الأصل في 2019-12-13.